# Nekrolog 1195
Nekrolog
◄◄
| ◄
| 1191
| 1192
| 1193
| 1194
| 1195 | 1196 | 1197 | 1198 | 1199 | ► | ►►
Weitere Ereignisse | Allgemeiner Nekrolog 1195
Die Beschreibung der verstorbenen Person sollte so kurz wie möglich gehalten sein und nur deren signifikante Tätigkeit(en) enthalten.
Neue Namen ggf. auch unter dem Geburts- und Sterbedatum, also etwa unter 1. Januar und im Geburts- und Sterbejahr (2024) eintragen (nur bei entsprechender großer Wichtigkeit). Für Beispiele siehe die schon vorhandenen Artikel.
Außerdem über die fünf zuletzt Verstorbenen, zu denen es einen ausreichend guten Artikel für eine Präsentation auf der Hauptseite gibt, nach der todesbedingten Überarbeitung der Artikel ggf. auch unter Wikipedia Diskussion:Hauptseite informieren und sie am besten auch in den anderen Wikipedia-Sprachversionen eintragen. Tipp: Regelmäßig bei news.google.de nach „ist tot“, „gestorben“ oder „verstorben“ suchen.
Wenn eine Person gestorben ist, gibt es viele Seiten zu dieser Person in der Wikipedia, die davon auch betroffen sind und entsprechend aktualisiert werden müssen. Beispiele: Namenübersichtsseite, Geburtsjahr, Geburtsort-Seiten und viele mehr.
Wie finde ich die betroffenen Seiten?
Im Suchfeld auf der linken Seite gibt man den Suchbegriff so ein: „Vorname Nachname“. Dann klickt man auf Volltext und alle Seiten mit entsprechendem Suchtext werden aufgerufen. Hier sieht man dann schnell, wo auch das Todesjahr Sinn macht oder sogar ein Teil des Artikels angepasst werden muss. Auch hilft das „Werkzeug“ auf der linken Seite sehr gut, um solche Seiten aufzufinden: „Links auf diese Seite“. Somit ist die Wikipedia wieder aktuell in allen Bereichen! Hinweis: bei Eintragung der Kategorie „Gestorben JAHR“ wird der Missbrauchsfilter 49 ausgelöst, was jedoch nicht schlimm ist. Siehe: Spezial:Missbrauchsfilter/49
Dies ist eine Liste von im Jahr 1195 verstorbenen bekannten Persönlichkeiten. Die Einträge erfolgen innerhalb der einzelnen Daten alphabetisch sortiert. Tiere sind im Nekrolog für Tiere zu finden.

## März
| Tag     | Name           | Beruf, bekannt als                      | Alter | Beleg |
| ------- | -------------- | --------------------------------------- | ----- | ----- |
| 3. März | Hugh de Puiset | Bischof von Durham, Earl of Northumbria |       |       |

## Mai
| Tag     | Name                     | Beruf, bekannt als          | Alter | Beleg |
| ------- | ------------------------ | --------------------------- | ----- | ----- |
| 18. Mai | Aszelina von Boulancourt | zisterziensische Mystikerin |       |       |

## Juni
| Tag      | Name        | Beruf, bekannt als  | Alter | Beleg |
| -------- | ----------- | ------------------- | ----- | ----- |
| 24. Juni | Albrecht I. | Markgraf von Meißen |       |       |

## Juli
| Tag      | Name                 | Beruf, bekannt als                               | Alter | Beleg |
| -------- | -------------------- | ------------------------------------------------ | ----- | ----- |
| 25. Juli | Herrad von Landsberg | Äbtissin und Schriftstellerin im Hochmittelalter |       |       |

## August
| Tag       | Name              | Beruf, bekannt als                                                              | Alter | Beleg |
| --------- | ----------------- | ------------------------------------------------------------------------------- | ----- | ----- |
| 6. August | Heinrich der Löwe | Herzog von Sachsen (1142–1180); Herzog von Bayern (1156–1180)                   |       |       |
| 7. August | Richard Palmer    | Bischof von Syrakus, Erzbischof von Messina, Familiar Wilhelms II. von Sizilien |       |       |

## September
| Tag           | Name                | Beruf, bekannt als | Alter | Beleg |
| ------------- | ------------------- | ------------------ | ----- | ----- |
| 13. September | Bolesław Mieszkowic | polnischer Herzog  |       |       |

## Oktober
| Tag         | Name         | Beruf, bekannt als                          | Alter | Beleg |
| ----------- | ------------ | ------------------------------------------- | ----- | ----- |
| 13. Oktober | Gualdim Pais | portugiesischer Kreuzritter und Ortsgründer |       |       |

## November
| Tag         | Name               | Beruf, bekannt als  | Alter | Beleg |
| ----------- | ------------------ | ------------------- | ----- | ----- |
| 9. November | Konrad der Staufer | Pfalzgraf bei Rhein |       |       |

## Dezember
| Tag          | Name                       | Beruf, bekannt als                    | Alter | Beleg |
| ------------ | -------------------------- | ------------------------------------- | ----- | ----- |
| 17. Dezember | Balduin V.                 | Graf von Hennegau, Flandern und Namur |       |       |
| 21. Dezember | Wernher                    | Bischof von Gurk                      |       |       |
| 23. Dezember | Heinrich I. von Maastricht | Bischof von Worms                     |       |       |

## Datum unbekannt
| Tag                    | Name                      | Beruf, bekannt als                                                             | Alter | Beleg |
| ---------------------- | ------------------------- | ------------------------------------------------------------------------------ | ----- | ----- |
| zwischen März und Juni | Amadeus II.               | Herr von Montfaucon, Graf von Mömpelgard                                       |       |       |
|                        | Bernhard I. von Ratzeburg | Graf von Ratzeburg                                                             |       |       |
|                        | Guillaume de Forz         | Graf von Aumale                                                                |       |       |
|                        | Gyeltsha Rinchen Gön      | Gründer des Throphu-Kagyü-Schulrichtung des tibetischen Buddhismus (Vajrayana) |       |       |
|                        | Rahel la Fermosa          | Mätresse von König Alfons VIII. von Kastilien                                  |       |       |
|                        | Rhodri ab Owain           | walisischer Herrscher von Gwynedd                                              |       |       |
|                        | Sophie von Böhmen         | Markgräfin von Meißen                                                          |       |       |